# Pozonia bacillifera
Pozonia bacillifera là một loài nhện trong họ Araneidae.
Loài này thuộc chi Pozonia. Pozonia bacillifera được Eugène Simon miêu tả năm 1897.